# فيليب لاثام
فيليب لاثام (بالإنجليزية: Philip Latham)‏ هو ممثل بريطاني، ولد في 17 فبراير 1929 في المملكة المتحدة.

## وصلات خارجية
- فيليب لاثام على موقع IMDb (الإنجليزية)
- فيليب لاثام على موقع أول موفي (الإنجليزية)
- فيليب لاثام على موقع قاعدة بيانات الأفلام السويدية (السويدية)
- فيليب لاثام على موقع قاعدة بيانات الفيلم (الإنجليزية)
- فيليب لاثام على موقع كينوبويسك (الروسية)